# Cadences obstinées
Cadences obstinées è un film del 2013 diretto da Fanny Ardant.